# 何平 (1964年)
何平（1964年1月—），男，汉族，四川渠县人，中华人民共和国政治人物，中国共产党党员，第十三届全国人民代表大会四川地区代表。

## 生平
1986年毕业于西南财大统计专业；曾担任中共達州市委常委、常務副市長:203。2012年，转任中共巴中市委副书记，2016年5月，任巴中市人民政府市长；2021年3月，任中共巴中市委书记。2022年7月起，享受副省长级相关待遇。2024年1月，卸任巴中市委书记。同年1月26日，当选为四川省人大常委会委员。
2018年2月24日，当选为第十三届全国人大代表，任期5年。
2025年7月18日，因涉嫌严重违纪违法，接受四川省纪委监委纪律审查和监察调查。